# Udo Wennekers
Udo Wennekers (* 13. April 1969 in Goch) ist ein deutscher Lehrer und Schulbuchautor.

## Leben
Nach dem Abitur am Gymnasium Goch studierte Wennekers die Fächer Mathematik, Geographie und Erziehungswissenschaften an der Heinrich-Heine-Universität Düsseldorf. Das Referendariat absolvierte er am Studienseminar Krefeld mit der Schwerpunktschule Humboldt-Gymnasium in Neuss.
Nach fünfjähriger Tätigkeit an der Gesamtschule Duisburg-Mitte wechselte er zur Gesamtschule Mittelkreis in Goch und ans Studienseminar Kleve. Dort war er zunächst Mathematik-Fachleiter für das Lehramt GHRGe (SI) und Hauptseminarleiter, später Erdkunde-Fachleiter für das Lehramt an Gymnasien und Gesamtschulen (SII).
Wennekers ist unter anderem als Herausgeber und Autor des Schulbuchs Zahlen und Größen sowie mehrerer Arbeitshefte für den Cornelsen Verlag tätig.

## Werke
- Von Dividenden, Zinseszinsen und Preisvergleichen. Ökonomische und betriebswirtschaftliche Themen im Mathematikunterricht, Köln, Aulis-Verlag Deubner 2005, ISBN 3-7614-2605-4
- Von Grenzkosten, Provisionen und Gewinnschwellen. Ökonomische Themen im Mathematikunterricht der Sekundarstufen I und II, 2004, ISBN 3-7614-2547-3